# Merzig-Wadern
Merzig-Wadern là một huyện (Kreis) ở phía đông bắc của the Saarland, Đức. Các huyện giáp ranh là: Trier-Saarburg, Sankt Wendel, Saarlouis, và tỉnh của Pháp Moselle, và Luxembourg.

## Lịch sử
Huyện được thành lập năm 1816 khi khu vực này thuộc Phổ. Sau thế chiến I, khu vực Saar thuộc chính quyền đặc biệt của Hội quốc liên và chính quyền này đã chia huyện thành hai phần. Khu vực quanh Wadern vẫn thuộc Phổ còn khu vực Merzig trở thành lãnh thổ của vùng Saar. Năm 1935, khu vực Saar nhập lại vào Đức nhưng phải sau thế chiến II thì hai huyện mới được hợp nhất vào năm 1946.

## Địa lý
Sông Saar chảy qua huyện, sông Moselle tạo thành ranh giưói về phía tây với Luxembourg.

## Huy hiệu
| Coat of arms | Huy hiệu cho thấy biểu tượng của hai xứ đã kiểm soát vùng này. Phía trên bên trái là chữ thập của Trier, phía trên bên phải là Lorraine. Móc ở phía dưới bên trái là Dagstuhl, người đã sở hữu Wadern, con sư tử ở phía dưới beê phải là Luxembourg sở hữu phần phía tây huyện. |

## Thị xã và đô thị
| Thị xã              | Đô thị                                                            |
| ------------------- | ----------------------------------------------------------------- |
| 1. Merzig 2. Wadern | 1. Beckingen 2. Losheim am See 3. Mettlach 4. Perl 5. Weiskirchen |